# Nyamuragira
El Nyamuragira, també anomenat Girungo-Namlagira, Namlagira, Nyamlagira o Nyamulagira, és un volcà actiu dins les muntanyes Virunga, a l'est de la República Democràtica del Congo. El volcà es troba uns 25 quilòmetres al nord del llac Kivu i de la ciutat de Goma, prop de la frontera amb Ruanda. És a tan sols 13 quilòmetres del Nyiragongo, un volcà que va causar importants danys a la ciutat de Goma el 2002.
El cim s'eleva fins als 3.058 msnm i culmina en una caldera de dos quilòmetres d'amplada per 2,3 quilòmetres de llargada i envoltada de penya-segats de cent metres d'alçada.

## Erupcions
La primera erupció observada pels occidentals data del 1865. Les seves erupcions posteriors tenen un índex d'explosibilitat volcànica de 0 a 2 i emeten colades de lava que de vegades causen morts, com el 1912.
El Nyamuragira es considera un dels volcans més actius d'Àfrica amb més de 30 erupcions registrades des de 1880. A banda de les erupcions del cràter principal, hi ha hagut nombroses erupcions dels flancs del volcà, creant nous volcans més petits que van durar poc temps. El 6 de novembre de 2011 va tenir una important erupció pel vessant nord-oest. La darrera erupció va tenir lloc l'abril de 2018.